# Josef Adloff
Josef Adloff (Reutenbourg, 1865. augusztus 24. – Strasbourg, 1939. július 19.) német katolikus teológus, egyházi író.

## Élete
Apja Michel Adloff gazdálkodó volt. 1886-tól a Strasbourgi szeminárium hallgatója volt, 1890-ben szentelték pappá. 1892 és 1894 közt Rómában a Laterán Egyetemen tanult, ahol kánonjogi doktorátust szerzett. Ezután rövidebb ideig a strasburgi püspök titkára volt, majd 1895-ben a strasbourgi szeminárium apologetikai és erkölcsteológiai professzora lett.  1927-ben a Strasbourgi Székesegyház kanonoka lett. Számos publikációt tett közzé, ezekben elsősorban a gyónás szentségével s a lelkiséggel foglalkozott.

## Válogatott munkái
- Unio Apostolica sacerdotum saecularium diocesis Argentinensis, Straßburg, 1907
- Beichtvater und Seelenführer, Straßburg, 1917
- Seelenführung und Berufspflege, Straßburg, 1918